# Živko Gocić
Živko Gocić (né le 22 août 1982 à Belgrade) est un ancien joueur de water-polo serbe, attaquant du Szolnoki Vízilabda SC (en).

## Palmarès

### En sélection
- Serbie-et-Monténégro
  - Coupe du monde : vainqueur en 2006
  - Ligue mondiale : vainqueur (en 2005 et 2006
  - Championnat d'Europe : vainqueur en 2003

- Serbie
  - Jeux olympiques : médaille d'or en 2016, médaille de bronze en 2008 et 2012
  - Championnat du monde : vainqueur en 2009 et 2015, finaliste en 2011
  - Coupe du monde : vainqueur en 2010
  - Ligue mondiale : vainqueur en 2007, 2008, 2010, 2011, 2013, 2014, 2015 et 2016, troisième en 2009
  - Championnat d'Europe : vainqueur en 2006, 2012, 2014 et 2016, troisième en 2010
  - Jeux méditerranéens : vainqueur en 2009